# Eucladoceros

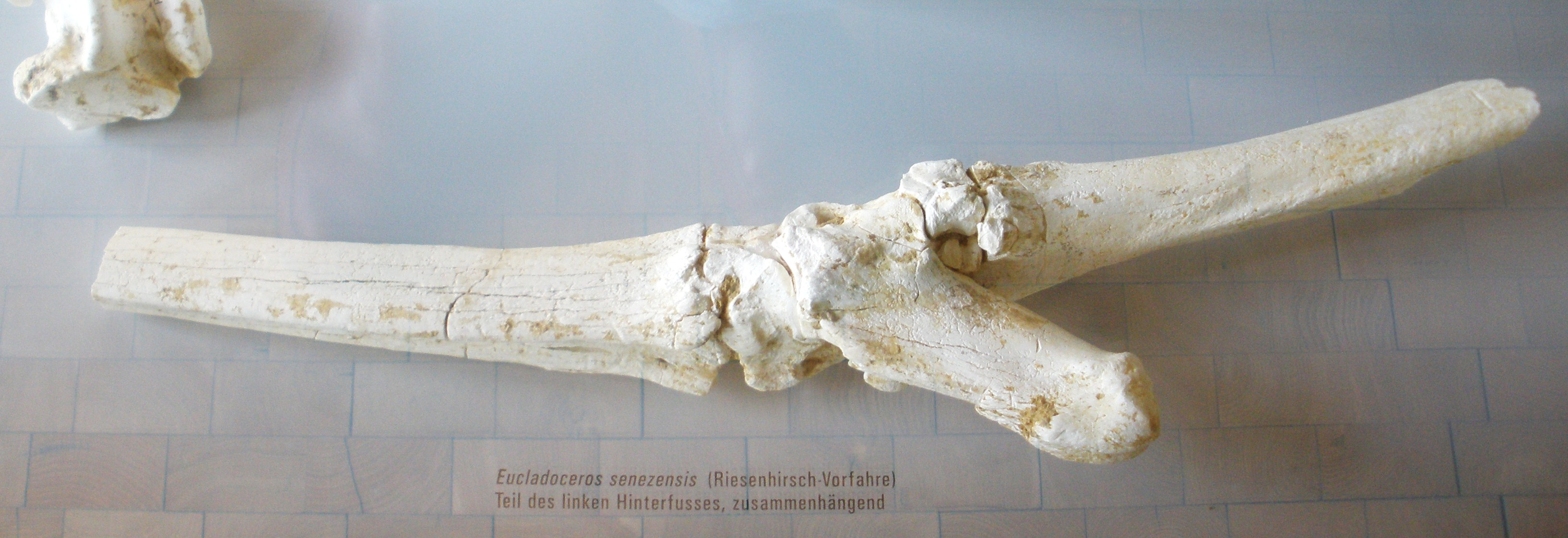
Fósiles de un fragmento de la pata trasera izquierda de Eucladoceros senezensis

Eucladoceros es un género extinto de mamíferos rumiantes de la familia Cervidae que vivió en el Plioceno y en el Pleistoceno en Europa.
Poseían una gran cornamenta, que podía medir hasta 1,70 metros de amplitud y era muy ramificada (de ahí proviene su nombre Eucladoceros -cuernos ramificados- o Polycladus -muchas ramas-), terminando en aproximadamente una docena de puntas. La longitud del animal era de 2,5 m y contaba con una altura de 1,8 metros. Solo su también extinto pariente Megaloceros y el actual alce son más grandes dentro de la familia de los ciervos.

## Especies
- Eucladoceros dicranios (especie tipo)
- Eucladoceros boulei
- Eucladoceros ctenoides
- Eucladoceros dichotomus
- Eucladoceros senezensis
- Eucladoceros tetraceros